# Rowe (Nuevo México)
Rowe es un lugar designado por el censo ubicado en el condado de San Miguel en el estado estadounidense de Nuevo México. En el Censo de 2010 tenía una población de 415 habitantes y una densidad poblacional de 26,19 personas por km².

## Geografía
Rowe se encuentra ubicado en las coordenadas 35°29′32″N 105°40′18″O / 35.49222, -105.67167. Según la Oficina del Censo de los Estados Unidos, Rowe tiene una superficie total de 15.85 km², de la cual 15.85 km² corresponden a tierra firme y (0%) 0 km² es agua.

## Demografía
Según el censo de 2010, había 415 personas residiendo en Rowe. La densidad de población era de 26,19 hab./km². De los 415 habitantes, Rowe estaba compuesto por el 66.75% blancos, el 1.2% eran afroamericanos, el 2.65% eran amerindios, el 0% eran asiáticos, el 0% eran isleños del Pacífico, el 26.27% eran de otras razas y el 3.13% pertenecían a dos o más razas. Del total de la población el 80.96% eran hispanos o latinos de cualquier raza.